# Athlītikos Syllogos Olympos Xylophagou
L'Athlītikos Syllogos Olympos Xylophagou (in greco Αθλητικός Σύλλογος Όλυμπος Ξυλοφάγου), conosciuta più semplicemente come Olympos Xylofagou è una società calcistica cipriota di Xylofagou, nel Distretto di Larnaca.

## Storia
Ha giocato sempre nelle serie dilettantistiche cipriote. Dal 2005/2006 cominciò la sua scalata alla piramide del campionato cipriota di calcio, ottenendo due promozioni: il secondo posto nel 2005/2006 gli consentì di raggiungere la Terza Divisione; nella stagione successiva, in cui tra le altre cose riuscì a battere per 24-3 il S.E.K. Athanasiou (con ben 16 reti messe a segno dal suo attaccante Panagiōtīs Pontikos), conquistò il terzo posto finale che gli garantì l'accesso alla Seconda Divisione.
Fu un'apparizione breve: al termine della stagione 2007-2008 finì ultimo e retrocesse; nelle due stagioni successive due ulteriori retrocessioni lo relegarono nei dilettanti.